# Novembre 2006 en Afrique

## Événements

### 1ernovembre
- Côte d'Ivoire : le Conseil de sécurité des Nations unies a adopté à l’unanimité la résolution 1721 qui prolonge d’un an le mandat du président Laurent Gbagbo et précise et élargit les pouvoirs du Premier ministre Charles Konan Banny qui est chargé d’organiser une élection présidentielle avant le 31 octobre 2007, à laquelle il ne pourra pas se présenter lui-même, et est autorisé à prendre toutes les décisions nécessaires en conseil des ministres ou en conseil de gouvernement par ordonnance ou décret-loi. Le Conseil de sécurité a refusé la proposition française donnant les pleins pouvoirs au Premier ministre et stipulant que les textes internationaux « prévalent sur la constitution ivoirienne et la législation nationale ». Le président Laurent Gbagbo s’est félicité dans un discours radiodiffusé le 2 novembre que l'ONU n'ait pas remis en cause la constitution ivoirienne, et a appelé l’armée à « défendre la constitution et la République ». Le Rassemblement des républicains (RDR, opposition), a exprimé dans un communiqué son désaccord avec le maintien de Laurent Gbagbo alors que les Forces nouvelles approuvent la résolution[1],[2].

### 3 novembre
- Côte d'Ivoire : au cours d’une manifestation de la population du quartier de Yopougon au sud d’Abidjan contre les exactions des miliciens du Groupement des patriotes pour la paix, proche du président Laurent Gbagbo, quatre personnes dont deux miliciens ont été tuées[3].

### 4 novembre
- Chine, Afrique : le sommet Chine Afrique a réuni, les 4 et 5 novembre 2006, à Pékin, sur invitation du président chinois Hu Jintao, des représentants de quarante pays africains dont vingt-quatre chefs d’État[4].À l’ouverture du sommet, le président chinois a annoncé le doublement de l’aide financière de la Chine vers l’Afrique sur une période de trois ans et l’annulation d’une partie de la dette. Dans une déclaration finale, les participants mettent en avant « l'égalité politique, la confiance mutuelle, la coopération économique gagnant-gagnant et les échanges culturels »[5].

### 8 novembre
- Centrafrique : une manifestation a rassemblé à l'appel d’organisations de la société civile, de partis politiques de la majorité présidentielle, plusieurs milliers de personnes à Bangui pour dénoncer l’occupation de la ville de Birao par des rebelles de l'Union des forces démocratiques pour le rassemblement (UFDR) [6].
- Côte d’Ivoire : le Premier ministre Charles Konan Banny a annoncé dans un discours vouloir « poursuivre avec détermination et parachever les actions de sortie de crise identifiées dans la Résolution 1721, à savoir : le programme de désarmement, de démobilisation et de réinsertion (DDR) ; les opérations d'identification de la population et d'enregistrement des électeurs en vue d'établir des listes électorales crédibles ; les opérations de désarmement et de démantèlement des milices ; La restauration de l'autorité de l'État et le redéploiement de l'administration et des services publics sur l'ensemble du territoire national ivoirien ; la préparation technique des élections ; et enfin, la restructuration des forces armées de notre pays[7].
- Soudan : le président Omar el-Béchir a réitéré lors de la cérémonie d'ouverture du Forum économique de Khartoum son refus du déploiement des 20 000 casques bleus d'une force de maintien de la paix de l'ONU au Darfour conformément à la résolution 1706 du Conseil de sécurité des Nations unies[8].
- Tchad : le Haut Commissariat des Nations unies pour les réfugiés (HCR) annonce que des attaques perpétrées par des hommes armés issus des communautés arabes ont provoqué la mort d’au moins deux cents personnes et le déplacement de centaines d’autres[9].

### 10 novembre
- Centrafrique : les rebelles de l'Union des forces démocratiques pour le rassemblement (UFDR) ont pris le contrôle de la ville d'Ouanda Djallé à 130 km au sud de Birao[10].
- UIT : le Malien Hamadoun Touré a été élu secrétaire général de l'Union internationale des télécommunications (UIT)[11].

### 13 novembre
- Tchad : l’état d’urgence a été décrété sur une grande partie du territoire à la suite des affrontements entre communautés arabes et africaines[12].

### 14 novembre
- Afrique du Sud : le parlement a adopté une loi légalisant le mariage homosexuel[13].

### 15 novembre
- République démocratique du Congo : le président de la Commission électorale indépendante (CEI), l'abbé Apollinaire Malu Malu a annoncé que Joseph Kabila, a remporté le second tour de l'élection présidentielle du 29 octobre avec 58,05 % des suffrages exprimés face à Jean-Pierre Bemba[14].

### 16 novembre
- République démocratique du Congo : le vice-président Jean-Pierre Bemba a rejeté les résultats annoncés la veille par la Commission électorale indépendante donnant la victoire à l’élection présidentielle à Joseph Kabila et à annoncer vouloir utiliser toutes les voies légales afin de « faire respecter la volonté de notre peuple »[15].
- Soudan : Kofi Annan, secrétaire général des Nations unies a annoncé que le gouvernement soudanais avait accepté le principe d’une opération de paix hybride ONU-Union africaine (UA) au Darfour. Le Soudan refuse toujours le déploiement d’une force de l’ONU conformément à la résolution 1706 du Conseil de sécurité des Nations unies[16].
- Rwanda : un tribunal militaire a condamné à la prison à vie Laurent Munyakazi, ancien officier et l'abbé Wenceslas Munyeshyaka, prêtre catholique. Le prêtre, qui vit en exil en France et qui a fait l’objet d’un mandat d'arrêt international, a été reconnu coupable de plusieurs viols et d’aides aux miliciens lors du génocide au Rwanda, en 1994[17].

### 17 novembre
- Madagascar : le général Randrianafidisoa, dit « Fidy », a appelé tous les militaires à le rejoindre pour pousser à la démission l’actuel président de la république, candidat à sa succession Marc Ravalomanana. Cette demande a été jugée légitime par 11 des 13 candidats de l’opposition. Dans une déclaration commune publiée à Tananarive, ils appelle la population à les rejoindre afin de défendre la légalité et la démocratie et de mettre fin à la dictature. L’élection présidentielle est prévue le 3 décembre[18].
- Sénégal : le président Abdoulaye Wade a, au cours d’une rencontre avec des notables et chefs religieux de la Casamance, a exprimé sa volonté de réaliser la paix définitive en Casamance. Il a annoncé la promulgation prochaine d’une loi d’amnistie et l’octroi de soixante millions de francs CFA pour la reconstruction de la province[19].

### 18 novembre
- République démocratique du Congo : Jean-Pierre Bemba a déposé un recours auprès de la Cour suprême pour contester les résultats de l’élection présidentielle[20].

### 19 novembre
- Mauritanie : élections législatives et municipales.

- République démocratique du Congo : Ll'Unicef a obtenu la libération de 143 enfants des rues, appelé « shegues », arrêté au cours des rafles qui ont suivi les affrontements dans la capitale le 11 novembre[21].

### 21 novembre
- Djibouti : décès de l’ancien président Hassan Gouled Aptidon à l’âge de 90 ans[22].
- République démocratique du Congo : des troubles ont éclaté aux abords de la Cour  suprême de justice (CSJ) qui commençait à étudier le recours déposé par Jean-Pierre Bemba. Des partisans du vice-président donné perdant de l’élection auraient incendié en partie les locaux  de la CSJ[23].
- Rwanda, France : le juge d’instruction français Jean-Louis Bruguière a demandé la délivrance de mandats d’arrêt internationaux contre neuf personnalités rwandaise qu’ils jugent impliquées dans l’attentat contre l’avion de l’ancien président Juvénal Habyarimana : James Kabarebe, chef d'état-major, Fautsin Nyamwasa-Kyumba, ambassadeur du Rwanda en Inde, Charles Kayonga, chef d'état-major de l'armée de terre, Jackson Nkurunziza, commandant à la Garde présidentielle, Samuel Kanyemera, député du Front patriotique rwandais (FPR, pouvoir), Rose Kabuye, née Kanyangé, directrice générale du Protocole d'État, Jacob Tumwine, lieutenant-colonel à la retraite, Franck Nziza, membre de la Garde présidentielle et Eric Kakizimana, officier des renseignements militaires[24].Ces personnalités sont proches de l’actuel président Paul Kagame, également visé par l’enquête du juge français. Jean-Louis Bruguière souhaite en informer  les Nations unies afin que le Tribunal pénal international pour le Rwanda (TPIR) en soit saisi. Dans un entretien diffusé sur France culture le lendemain, Paul Kagame, s’étonnant que le juge  ne soulève pas la question de l’implication de la France dans le génocide des Tutsie, l’a qualifié d’imposteur et de politicien[25].

### 22 novembre
- République démocratique du Congo : le président Joseph Kabila a demandé à William Swing, chef de la Monuc, de faire quitter la capitale aux forces armées de Jean-Pierre Bemba dans les 48 heures menaçant de faire intervenir l’armée[26].

### 23 novembre
- Éthiopie, Somalie : le Premier ministre Meles Zenawi a déclaré que son gouvernement était prêt à faire la guerre contre les islamistes somaliens tout en cherchant à favoriser le dialogue. Il considère que les tribunaux islamistes « représentent une menace claire et actuelle pour l’Éthiopie[27].

### 24 novembre
- Rwanda, France : à la suite de la décision du juge Jean-Louis Bruguière de demander des poursuites contre le président Paul Kagame et d’émettre  des mandats d’arrêts contre neuf de ses proches, le Rwanda a rompu vendredi ses relations diplomatiques avec la France.

## 25 novembre
- Cameroun : le ministre de la Promotion de la Femme et de la Famille organise du 25 novembre au 10 décembre 2006 une campagne de sensibilisation contre les violences faites aux femmes[28].

## 26 novembre
- Tchad : l'armée a repris sans combat le contrôle de la ville d’Abéché, après que les rebelles de l'Union des forces pour la démocratie et le changement aient abandonné la ville qu’ils ont occupée quelques heures. Des rebelles du rassemblement des forces démocratiques ont été signalés à 400 kilomètres de N'Djaména dans la région du Batha[29].

## 27 novembre
- République démocratique du Congo : la Cour suprême de justice a rejeté la requête en annulation déposé par Jean-Pierre Bemba[30].
- Rwanda, France : le gouvernement rwandais a décidé de fermer l’école française à Kigali et de surprendre la diffusion de RFI sur la bande FM[31].

## 30 novembre
- Centrafrique : l’armée a repris le contrôle de la ville de Ouadda après des combats avec les rebelles des l'Union des forces démocratiques pour le rassemblement (UFDR). Cette victoire intervient alors que l’armée a lancé une contre-offensive face aux rebelles avec le soutien de la Communauté économique et monétaire de l'Afrique centrale (Cémac) et de la France[32].
- Soudan : le conseil de paix et de sécurité de l’Union africaine a décidé de prolonger de six mois le mandat de la Mission africaine au Darfour (AMIS)[33].
- Afrique du Sud : le Mariage homosexuel est légalisé.